# Air Cargo Germany
Air Cargo Germany (spesso abbreviato in ACG) era una compagnia aerea cargo con sede presso l'Aeroporto di Francoforte-Hahn, in Germania. La compagnia ha ricevuto il Certificato di Operatore Aereo il 14 luglio 2009 ed ha effettuato il primo volo due settimane dopo. Air Cargo Germany operava voli regolari verso Asia, Africa e Sud America.

## Storia
La compagnia aerea è stata fondata nel giugno 2008 ed il 14 luglio 2009 ha ricevuto il Certificato di Operatore Aereo; nel frattempo ha acquistato da China Airlines due Boeing 747-400 che sono stati convertiti in cargo dalla Israel Aerospace Industries presso l'Aeroporto di Tel Aviv-D. Ben Gurion. Il primo aereo, con nuova registrazione D-ACGA, è stato consegnato il 25 febbraio 2009 mentre il secondo, D-ACGB, nel luglio successivo.
Nel settembre 2009 la compagnia ha ottenuto l'autorizzazione ad effettuare voli di linea verso l'aeroporto Internazionale di Hong Kong e l'aeroporto Internazionale di Shanghai-Pudong. Nel mese di ottobre 2009 sono stati effettuati i primi voli di linea verso l'aeroporto Internazionale di Dubai e l'aeroporto Internazionale di Beirut.
Il 12 maggio e l'11 settembre 2010 sono stati introdotti in flotta altri due Boeing 747-400BCF, ottenuti in leasing dall'olandese Martinair.

In data 31 luglio 2013 a causa di un grave dissesto finanziario, la compagnia ha cessato tutte le operazioni di volo.

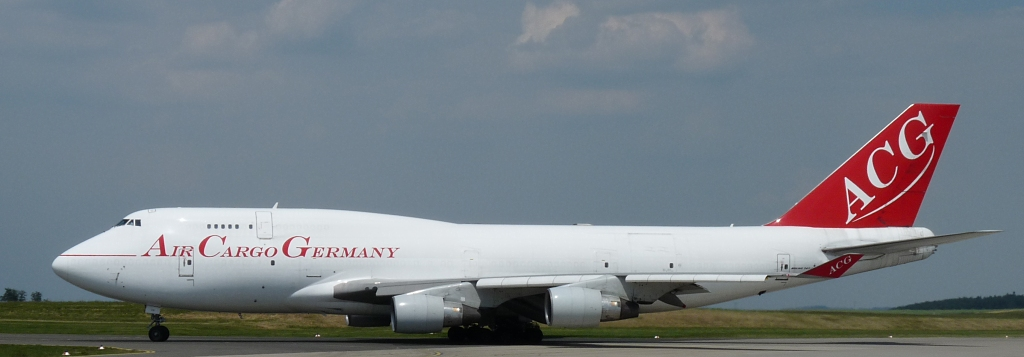
Un Boeing 747-400 di Air Cargo Germany presso l'Aeroporto di Francoforte-Hahn. (2010)

## La flotta
Alla data di chiusura la flotta di Air Cargo Germany era composta da quattro Boeing 747-400F, aventi un'età media di 21 anni.